# رون ألان
رون ألان (بالإنجليزية: Ron Allan)‏ هو لاعب كرة قدم أسترالية أسترالي، ولد في 3 مارس 1924 في ملبورن في أستراليا، وتوفي في 21 مايو 1997 في Berwick, Victoria ‏ في أستراليا.

## وصلات خارجية
- رون ألان على موقع AustralianFootball.com (الإنجليزية)
- رون ألان على موقع AFLtables.com (الإنجليزية)